# Drei-Schritt-Methode
Die sogenannte Drei-Schritt-Methode (DSM) ist ein vom Tübinger Fachdidaktiker Dieter Lohmann über Jahrzehnte hin in Theorie wie Schulpraxis entwickelter Ansatz für den ersten Zugang zu lateinischen Texten.
Der Ansatz wendet sich dezidiert gegen alle weit verbreiteten und historisch fest verankerten Umstellungs-Verfahren des Lateinunterrichts (entsprechend in Lehrbüchern und Kommentaren), die Texte und Sätze vorab nach unterschiedlichen Gesichtspunkten gegen die natürliche Reihenfolge anordnen, um sie zu verstehen (klassisch-traditionelles Stichwort: 'Konstruiere'!); dabei geht Lohmann von der Tatsache aus, dass die elementaren kommunikativen Vorgänge wie Sprechen und Verstehen in allen Sprachen grundsätzlich im Zeitkontinuum verlaufen.
Für die DSM spielt das Erkennen von Satzgliedern und deren Abgrenzung eine besondere Rolle, da im Deutschen, der Zielsprache, beim normalen Aussagesatz resp. der Satzfrage der finite Teil des Prädikats an (syntaktisch) zweiter Stelle des fortlaufenden Satzes steht.
Das im Folgenden – ohne die Graphik zur „Verstehenskurve“ – behelfsmäßig wiedergegebene Regelblatt (1988 veröffentlicht im Fachperiodikum Der Altsprachliche Unterricht, dort S. 52f.) mag den Ansatz der bei zahlreichen Gelegenheiten immer wieder aufgegriffenen und situativ neu formulierten DSM exemplarisch andeuten und greifbar machen:
- Die Verstehenskurve: Die Schwierigkeiten, einen Satz zu verstehen, verringern sich, während der Satz abläuft, mit jedem Satzglied. Oft kann man durch diese „Verstehenslenkung“ am „Satzfaden“ entlang das Satzende erschließen, bevor es überhaupt erscheint (vgl. die Beispiele!). Besonders wirkungsvoll ist das bei Endstellung des Prädikats.

- Die Drei-Schritt-Methode versucht, dies (sc. im Verlauf des Satzes immer mehr „eliminierte Möglichkeiten“ und immer weniger „mögliche Ergänzungen“) auszunutzen.

Übersetzungsregeln zur Drei-Schritt-Methode
|                              | 1. Schritt                                                     | 2. Schritt                                              | 3. Schritt                                                                                          |
| I. Normalsatz (Aussagesatz)* | Übersetzung des ersten Satzglieds                              | Prädikat bzw. nur seine Personalform (Hilfs-/Modalverb) | Die übrigen Glieder meist in der Folge ihres Vorkommens. Prädikat oder 2. Prädikat-Teil am Schluss. |
| II. Gliedsatz (Nebensatz)    | Einleitewort a.) Subjunktion b.) Relativpronomen c.) Fragewort | Subjekte (Blick auf Personalendung des Prädikats)       | Die übrigen Glieder meist in der Folge ihres Vorkommens. Prädikat oder 2. Prädikat-Teil am Schluss. |

* Bei Satzfragen und Aufforderungssätzen steht im Deutschen das Verb an erster Stelle. Die ersten zwei Schritte fallen dann zusammen. Gleiches gilt, wenn im Gliedsatz Einleitewort und Subjekt identisch sind (Relativ- oder Fragepronomen im Nominativ). Dies bringt kein zusätzliches Problem, sondern erleichtert das Verfahren. (Bei -ne / num / nonne beginne mit dem Prädikat.)
1. Übersetze bei jedem Aussagesatz zuerst das erste Satzglied, suche dann das Prädikat! Oft genügt das dt. Hilfsverb (beim Passiv, Plusquamperfekt, Futur, Irrealis, Modalverben, sehr oft in der indirekten Rede). Nutze dies aus! Zögere die Übersetzung des eigentlichen Prädikats (Bedeutungsträger) so weit wie möglich hinaus! – Übersetze die übrigen Glieder möglichst in der Reihenfolge ihres Vorkommens!
2. Hat ein Satzglied die Form eines Gliedsatzes, suche für dessen Übersetzung gleich hinter dem Einleitewort (Vorsicht bei Inversion: Es steht nicht immer am Anfang!) das Subjekt! Informiere dich über die Person durch einen Blick auf die Endung des Prädikats! Danach übersetze wieder in der ursprünglichen Reihenfolge!
Beachte folgende häufige Abweichungen:
3. Bei einem Genitiv gehe in der Regel zum folgenden Satzglied weiter. Es handelt sich meist um das dem Gen.-Attribut übergeordnete Satzglied. Beachte aber R.6!
4. Bei Infinitivkonstruktionen (a. c. i., erweiterter Infinitiv) sowie Wunschsätzen und indirekten Fragen ist das übergeordnete Verb in der Regel vorzuziehen, in Gliedsätzen immer!
5. Syntaktisch zusammenhängende Satzglieder, bes. Substantiv/Adjektiv-Verbindungen, die durch andere Glieder getrennt sind (Hyperbaton), müssen im Deutschen zusammengestellt werden.
6. Besondere Vorsicht ist bei jedem Übersetzungsverfahren angebracht, wenn lateinische Formen (z. B. Deponentien) oder die Casus-Verwendung (z. B. bei uti, potiri + Abl., interesse + Gen.) vom Deutschen abweichen. Hier hilft nur 100%ige Kenntnis, Aufmerksamkeit bei den entsprechenden Signalen und die ständige Bereitschaft zur Korrektur.
Allgemeine Übersetzungsregeln:
7. Übersetze direkt! Versuche, möglichst gleich, d. h. ohne den Umweg einer Hilfsübersetzung sprachrichtig zu formulieren! Je öfter dies ohne eine nachträgliche Korrektur gelingt, umso besser kannst du Latein. – Aber: Gerade diese Regel setzt die ständige Bereitschaft zur Korrektur voraus. Halte dich immer offen für eine kritische Überprüfung! Oft wird sie nötig sein.
8. Übersetze ganzheitlich! Nutze von Anfang an gleichzeitig alle Informationen, die der Text bietet: Text- und Satzzusammenhang, Wortbedeutungen, Satzbau, Stil u. dgl.!
9. Übersetze vorausschauend! Versuche ständig vorauszudenken und mit Hilfe der gegebenen grammatischen und inhaltlichen Informationen noch Unübersetztes grammatisch und inhaltlich einzugrenzen und zu erschließen. Merke: Kombinieren! Nicht raten!
10. Wenn du steckenbleibst bzw. „der Faden reißt“, beginne den Satz (u. U. mehrmals) von vorn! Durch sorgfältige Überprüfung des Weges lässt sich die Schwachstelle finden.
11. Zur Lexikon-Benutzung: Informiere dich erst dann, wenn durch die Anwendung dieser Regeln alle Möglichkeiten ausgenutzt wurden, das Wort vom Textsinn her einzugrenzen!